# Усландир-Янишево
Усланди́р-Яни́шево (рос. Усландыр-Янышево, чув. Услантăр Енĕш) — присілок у складі Вурнарського району Чувашії, Росія. Входить до складу Ойкас-Кібецького сільського поселення.
Населення — 104 особи (2010; 135 у 2002).
Національний склад:
- чуваші — 100 %